# SGD Pharma
SGD Pharma est une société spécialisée dans la fabrication d'emballage primaire en verre pour l'industrie pharmaceutique, à l'origine filiale du groupe français Saint-Gobain sous le nom Saint-Gobain Desjonquères (SGD). 

## Présentation
Le groupe SGD Pharma est fabricant de flacons et emballages en verre blanc ou jaune, et propose également des services comme le siliconage interne des flacons ou encore la plastification du verre.
Le groupe est une multinationale d'origine française, avec 5 usines basées en Europe et en Asie et 9 agences commerciales. Son siège social est situé à Puteaux, en France.

## Histoire
De octobre 2016 à fin 2021, le groupe appartient au fonds chinois JIC (China Jianyin Investment (en)),.
Depuis fin 2021, le groupe appartient à PAI Partners. 
En 2023, plusieurs grèves ont lieu sur le site de Saint-Quentin-Lamotte.